# کلید فهم قرآن

روی جلد کتاب

کلید فهم قرآن کتابی است نوشته محمدحسن شریعت سنگلجی که در روش تفسیر قرآن نوشته شده‌است. این کتاب در سال ۱۳۲۲ خورشیدی توسط وی به رشته تحریر درآمده و شاید بتوان گفت نخستین تفسیر قرآن توسط آیات دیگر قرآن باشد که در اوائل سده اخیر نوشته شده‌است. روش تفسیر قرآن به قرآن را بعدها علامه طباطبایی در تفسیر مشهور خود المیزان فی تفسیر القرآن به کار گرفت.
شریعت سنگلجی معتقد بود که قرآن فراتر از یک کتاب برای قرائت دینی و فردی است و مضامین دینی، فلسفی، اجتماعی، اخلاقی و حقوقی را در بر دارد.
مطالب کتاب در ۲۷ بخش تنظیم شده و بخش‌هایی نیز به مصادر و حاشیه تعلق یافته‌است.
او در این کتاب تبیین می‌کند که هیچ کلمه ای در قرآن نیست که برای بشر قابل فهم نباشد. بطن قرآن هم نه به معنی تفاسیر تأویلی، بلکه منظور از آن هدف و مقصود قرآن است و بس. وی در این کتاب در برابر کسانی که قرآن را برای عموم مردم غیرقابل فهم میدانند ایستاده است.
نویسنده در ابتدا مفاهیم کلیدی از جمله: ظاهر و باطن، محکم و متشابه، تفسیر به رای جایز و ممنوع، ضروریات و ناسخ و منسوخ را که برای درک آیات قرآن ضروری است معرفی کرده و توضیح مختصری دربارهٔ هر یک ارائه می‌دهد؛ و در فصل‌های کتاب، به انواع سوگندهای قرآن و مفاهیم آن پرداخته و در مورد سُور و امثال قرآن توضیح می‌دهد. کتاب با بحث پیرامون شیوه‌های استدلال قرآن و ماهیت و کیفیت وحی ادامه می‌یابد.
این کتاب جزء کتب نایاب و ممنوع چاپ در ایران است.